# Шефф, Томас
Томас Шефф (англ. Thomas J. Scheff, родился в 1929 году) — американский социолог, классик американской социологии, почётный профессор Калифорнийского университета в Санта-Барбаре. Его работы затрагивают темы, лежащие в области социологии, психологии, психиатрии и философии.
В центре внимания Томаса Шеффа как исследователя находится социологическая теория психического заболевания; разрабатывая эту теорию, Шефф уделяет ключевое внимание понятиям девиации и стигматизации, и его теория занимает значимое место в антипсихиатрическом и околоантипсихиатрическом дискурсе.

## Биография
Шефф учился в Аризонском университете и в 1950 году получил в нём степень бакалавра физики. В 1960 году он получил степень доктора социологии в Калифорнийском университете в Беркли.
С 1959 по 1963 год Шефф работал в Висконсинском университете, затем он стал работать в Калифорнийском университете в Санта-Барбаре, где вплоть до нынешнего времени занимает должность почётного профессора. В 1964—1965 годах Шефф был исследователем-наблюдателем в психиатрической больнице Шенли, где нередко присутствовал при общении психиатров с пациентами, что позволило ему сформулировать социологическую теорию депрессии. Свои самые значимые труды, посвящённые разработке теории стигматизации, Шефф опубликовал в 1960—1970 годы.
В 1967 году издан составленный Шеффом сборник под названием «Психическое заболевание и социальные процессы», куда вошли научные работы знаменитых и начинающих социологов и врачей, представивших наброски теории психического заболевания как результата стигматизации.
Во время подготовки принятого в 1969 году закона Лантермана — Петриса — Шорта, регулирующего недобровольную госпитализацию в психиатрии, Шефф исполнял обязанности советника Законодательного собрания Калифорнии. Шефф был президентом Тихоокеанской социологической ассоциации в 1995—1996 годах, сопредседателем секции социологии эмоций Американской социологической ассоциации.

## Взгляды

### Социальный контроль и концепция «остаточного отклонения»
Как подчёркивал сам Шефф, он не стремился опровергать общераспространённые психиатрические и психологические теории психического заболевания, но стремился дополнить их, отмечая, что отказ включать социальные процессы в динамику психических расстройств является одним из самых частых недочётов психиатрических теорий и что социологический подход позволяет открыть новые перспективы: понимание феноменов социального контроля помогает лучше понять, что представляет собой такое явление, как девиация. В связи с этим Шефф отмечал:

Если психиатрия желает развиваться, она должна рассматривать не только микромир биологии, но и множество масштабных миров, в частности, миры эмоций, отношений и социальных систем. Люди — это не только тела, но также эмоциональные и межличностные системы, и они сами включены в социальные системы. Чтобы понять эти системы, я предлагаю глубже исследовать внутриличностный и межличностный диалог.
Шефф рассматривает психическое заболевание в качестве девиации, возникающей как производное системы социального контроля. По данному поводу он утверждает: «…Эта система состоит из масштабного набора норм, с одной стороны, и ряда поддерживающих нормы санкций, наказаний и поощрений — с другой». Норму Шефф определяет как разделяемое членами социальной группы ожидание, причём соблюдение нормы поддерживается благодаря системе непрерывного контроля, представляет собой реакцию на возможные либо воображаемые санкции. Система социального контроля, обуславливающая возможность девиации, существует только будучи постоянно поддерживаемой всеми или большинством членов общества. Понятия в рамках этой системы, как отмечает Шефф, отнюдь не являются абсолютными: не существует такой вещи, как преступление само по себе или психическое заболевание само по себе — это лишь понятия, возникающие благодаря всеобщей договорённости, интерпретации и переинтерпретации.
Шефф указывает, что не все отклонения от нормативных ожиданий воспринимаются обществом как девиация: девиацию представляет собой лишь то нормативное нарушение, которое получает от общества все три ответа: клеймение, сегрегацию, стигматизацию. В основе сегрегации лежит понижение социального статуса (при этом девианты попадают в лечебницы или тюрьмы). Стигматизацию Шефф характеризует как ядро социальной реакции на девиацию, а основной механизм стигматизации — как превращение интенсивной эмоциональной реакции и морального осуждения в стигму. Поскольку основа социального порядка — стабильное и предсказуемое поведение, а предсказуемость является залогом эмоционального спокойствия для члена социальной группы, то отклоняющееся от принятого поведение приводит к интенсивной эмоциональной реакции (избыточному эмоциональному ответу): к таким эмоциям, как испуг, страх, гнев, замешательство.
Изменяя при рассмотрении психического заболевания перспективу исследования с медицинской на социологическую, Шефф отказывается от использования традиционной медицинской терминологии, поскольку традиционные медицинские термины заранее предопределяют определённый ракурс рассмотрения проблемы, и применяет вместо неё социологические понятия: понятие «нарушения правил» (англ. rule-breaking) и «остаточного отклонения» (англ. residual-deviance). При этом девиация характеризуется не как особенность поведенческого акта самого по себе, а как особенность реакции других людей на этот поведенческий акт; иными словами, отклонение — это реакция социальной группы на поведение индивида. По словам Бернайси Пескосолидо и Джека Мартина, «центральное отличие между нарушением правил и девиантностью Шефф связывает с различием между нарушением социальных норм и той совокупностью, которая считается и клеймится как нарушение норм».
Понятие психического заболевания Шефф связывает с понятием «остаточное отклонение»: по Шеффу, психическое заболевание, в отличие от, например, кражи или убийства, алкоголизма или наркомании, — это нарушение «остаточных норм», то есть норм, которым в культуре не хватило названия и именования, которые так и остались не артикулированы, хотя при этом сохраняют свой статус норм:

Культура группы для категоризации большинства нарушений норм использует определённый словарь терминов: преступление, извращение, пьянство, невоспитанность — это наиболее известные примеры. Каждое из этих понятий обозначает тип нарушенной нормы или, в крайнем случае, соответствующий тип поведения. Когда эти категории исчерпываются, всегда ещё есть остаток множества разнообразных нарушений, для которых культура не дала определённого имени.
Один из примеров, приводимый Шеффом, — принятая в современном обществе норма, согласно которой требуется, «чтобы при разговоре взгляд был направлен в глаза собеседника», и если человек во время беседы смотрит не в глаза, а на лоб или ухо, «мы не просто думаем, что человек невежлив, но что он живет в другом мире».
Особенное значение теория остаточного отклонения имеет для определения того, что представляет собой шизофрения — диагноз, который, согласно Шеффу, является самым неопределённым и не имеет обыденного эквивалента, в отличие от депрессии, мании или навязчивости. Именно шизофрения в наибольшей степени обозначает нормативные границы общества, в котором она возникает и функционирует как диагноз. Дифференциация психического здоровья и психической патологии и возникновение системы психиатрических диагнозов — таких как, например, истерия, депрессия и т. п. — привела к тому, что многие остаточные нормы получили название и были вербализованы. Но, по Шеффу, в культуре всегда должен сохраняться невербализуемый остаток — те нормы, которые невозможно описать, чётко обозначить словами, — и этот «остаток остатка», связанный с основаниями мировоззрения и глубинными общественными паттернами поведения, лежит в основе понятия шизофрении. Как подчёркивает Шефф, «расплывчатость границ и неясность понятия шизофрении указывает на то, что оно служит для обозначения остатка остатков».
Шефф отмечает, что источники нарушения социальных норм при остаточном отклонении очень разнообразны: причины такого нарушения могут быть органическими либо психологическими, могут являться результатом внешнего давления или внутреннего волевого акта. Очень часто остаточные отклонения не замечаются или трактуются как выражение оригинальности (нормализация), и лишь в значительно меньшем количестве случаев они фиксируются как проявление психического заболевания. Стереотипы поведения, трактуемые как проявление психического расстройства, закладываются в детстве, причём бо́льшую часть стереотипов такого поведения дети заимствуют не от взрослых, а от сверстников; кроме того, эти стереотипы формируются на основе образов, пришедших из детских страхов. Но лишь в том случае, если остаточное отклонение вызвало достаточно интенсивную социальную реакцию, эта реакция приводит к стигматизации и к тому, что человек становится психически больным.
Стереотипы безумия играют роль стабилизации общественного порядка и постоянно, хотя и непреднамеренно подкрепляются в социальном взаимодействии; эти представления о безумии так или иначе интегрированы в психологию всех членов общества. Поведение, основанное на остаточном отклонении, может приводить к двум разновидностям социальной реакции: нормализации (в большинстве случаев) или стигматизации. В случае стигматизации окружение вынуждает человека играть ожидаемую от него роль психически больного, хотя она может ему не нравиться, и даже поощряет его за то, что он играет эту роль. Таким образом, в основе развития психического заболевания лежит моделирование роли психически больного, и психическое заболевание трактуется Шеффом исключительно в социологическом ключе как реакция на общественное воздействие, как вторичное отклонение. Причиной моделирования этой роли является то, что в ситуации кризиса (когда человек, нарушающий остаточные нормы, уже подвергнут стигматизации) и сам девиант, и его социальное окружение испытывают чувство стыда, смущения и безысходности, связанные с тем, что поведение человека не поддаётся определению в рамках данной культуры. Единственным выходом в этой ситуации для обеих сторон является роль психически больного. С того момента, когда человек начинает играть эту роль, его поступки начинают следовать стереотипам безумия. Попытки человека вернуться к обычной роли наказываются, и по этой причине не существует бывших психически больных: данная роль закрепляется за человеком навсегда или, по крайней мере, надолго, постоянно влияя на его жизнь в обществе.
По утверждению Шеффа, чем больше нарушитель социальных норм входит в роль психически больного, тем в большей степени окружающие признаю́т его психически больным; но чем больше окружающие идентифицируют его с ролью психически больного, тем больше он входит в эту роль, и т. п. Таким образом, процесс клеймения и стигматизации описывается Шеффом как порочный круг.

### Социология эмоций
Как отмечает Шефф, при рассмотрении проблемы безумия нельзя ограничиваться только социально-ориентированным подходом: этот подход без дополняющей его психологической теории привёл бы к тупику. Поэтому Шефф рассматривает проблему безумия также сквозь призму социологии эмоций (социология эмоций в целом является сферой интересов, характерной для Шеффа: именно эту тематику он разрабатывал на протяжении всей своей жизни). Осознавая ограничения теории стигматизации, которая в основном ценна лишь как альтернативная по отношению к медицинскому взгляду на психическое заболевание, Шефф стремится дополнить её психологическим подходом и поэтому вводит психологически-социологическую дихотомию клеймения (англ. labeling) и отвержения (англ. denial).
Переосмысливая фрейдовское представление об исходном для развития личности конфликте между желанием ребёнка и родительскими запретами, Шефф утверждает, что первая ситуация, которая может спровоцировать такой конфликт, — это крик и плач младенца. Посредством их ребёнок выражает свои чувства, сообщает их родителям, и от реакции родителей на его крик и плач зависит дальнейшее развитие личности. Если родители воспринимают ребёнка как проблему и овеществляют его, игнорируют его эмоциональный опыт, то происходит игнорирование и подавление плача, ребёнок наказывается за его эмоции. Если же родители откликаются на чувства ребёнка, стремясь взаимодействовать с ним как личность с личностью, они стремятся найти причину эмоционального дискомфорта ребёнка и её устранить. В первом случае ребёнок привыкает подавлять свои эмоции и в дальнейшем в жизни проявляет эмоциональную холодность, нетерпимость к чувствам других людей, не ощущает эмоциональной близости с другими людьми.
У взрослого человека принятие или отвержение, демонстрировавшиеся родителями как реакция на его младенческий плач, проявляются как реакции гордости или стыда, и именно стыд является ключевой эмоцией, играющей роль в развитии остаточного отклонения. Именно нераспознанный стыд становится причиной развития того, что позднее диагностируется как психическое заболевание; гордость является признаком сохранных социальных связей, а стыд, чувство позора — нарушенных. Уже в детстве проявления гордости и стыда маскируются, игнорируются, и распознать их во взрослом возрасте бывает проблематично.
По утверждению Шеффа, при остаточном отклонении происходит своеобразная цепная реакция: поведенческие отклонения вызывают реакцию стыда со стороны окружающих, и этот стыд провоцирует гнев — в свою очередь, усиливающий реакции стыда и гнева в семейной системе. Наблюдаются три стадии: разрушенная связь; дисфункциональная коммуникация; разрушительный конфликт. Выбраться из этого круга, как отмечает Шефф, для нарушителя правил практически невозможно. Благодаря неосознаваемому стыду блокируется возможность восстановления нарушенных социальных связей, и стыд приводит к тому, что при попытке их восстановить происходит ещё большее отчуждение.
Проводя социальные исследования эмоций при психических расстройствах на материале депрессии, Шефф отмечает, что корень депрессии — в нехватке надёжных социальных связей, ведущей к недостатку обратных связей и отчуждению, которое, в свою очередь, приводит к возникновению у людей, страдающих депрессией, определённого эмоционального фона. По мнению Шеффа, основной эмоцией депрессии является не горе или гнев, а стыд, выражающийся в таких характерных для депрессии проявлениях, как мягкий неуверенный голос, отсутствие зрительного контакта, тревожность, медлительность, самообвинения. Согласно Шеффу, депрессия развивается в направлении от социальной интеграции к индивидуализации, в ходе которой человек постепенно дистанцируется от общества.

## Мнения и оценки
Теория «остаточного отклонения» Шеффа вызвала многочисленную критику и дискуссии, получив в специальной литературе как положительные, так и отрицательные отзывы. В частности, М. Клинард и Р. Мейер в работе «Социология отклоняющегося поведения» отмечают ряд преимуществ этой теории, подчёркивая, что Шефф предлагает убедительную трактовку психического заболевания как развития привычной ролевой деятельности, при которой изменяется только содержание роли. По выводу авторов, «эта перспектива не отрицает, что люди могут показывать расстройства, а лишь описывает их социальный контекст».
Очень значимой является дискуссия Шеффа с У. Гоувом, которая длилась около 15 лет и получила отражение в ряде публикаций. По мнению Гоува, трактовку психического заболевания как социальной реакции подтверждают лишь некоторые эмпирические данные, но и они ставят эту теорию под вопрос. Как указывает Гоув, госпитализируемые пациенты ещё до госпитализации страдают серьёзными психическими нарушениями, и если и существуют данные, показывающие влияние стигматизации на течение психического расстройства, то эти данные требуют прояснения.
Лори Резнек критикует теорию «остаточного отклонения», отмечая, что люди, признанные психически больными и госпитализированные, обычно имеют психические нарушения и до этого, что в результате госпитализации и диагностики не происходит ухудшения самочувствия, что существуют данные и о других причинах психического заболевания, помимо клеймения (генетика, влияние жизненных обстоятельств), что если психическое заболевание — это лишь разыгрывание роли психически больного, то непонятно, почему человек продолжает играть эту роль, даже когда она становится несовместимой с его социальной, интеллектуальной и профессиональной жизнью, и что, вопреки утверждению Шеффа о том, что симптомы психических расстройств определяются социальными стереотипами, на самом деле симптомы психических расстройств примерно одинаковы вне зависимости от культуры.
Теория депрессии Шеффа, данные которой были опубликованы в журнале «Психиатрия», получила множество откликов и, несмотря на свою социологическую направленность, явилась значимым дополнением к клиническим выводам психиатров. Авторы откликов, используя данные своих собственных клинических исследований, подтверждали и дополняли выводы Шеффа. В частности, израильский психиатр Г. Шахар указал:

Статья Шеффа, принадлежа к нарастающей волне качественных исследований депрессии, важна не только потому, что она представляет из первых уст «голос депрессии», но также и потому, что она налаживает связь между исследованиями депрессии и социологией эмоций.
Соглашаясь с утверждением Шеффа о значительной связи между депрессией и стыдом, Г. Холлоуэй писал:

Стыд и его следствия пронизывают нашу культуру. Депрессия является одним из самых распространенных выражений эмоционального дистресса и психических заболеваний в нашем обществе. Поэтому закономерно, что они должны быть связаны.

## Список произведений

### Книги
- Scheff, T.J. (2011) What's Love Got to Do with It? The Emotional World of Pop Songs. Boulder: Paradigm Publishers.
- Scheff, T.J. (2006) Goffman Unbound: A New Paradigm for Social Science. Paradigm Publishers.
- Kincaid, H., Phillips, B., Scheff, T.J. (2002) Toward a sociological imagination: bridging specialized fields. University Press of  America.
- Scheff, T.J. (1997) Emotions, the Social Bond, and Human Reality: Part/Whole Analysis. Cambridge University Press.
- Retzinger, S.M., Scheff, T.J. (1996) Strategy for Community Conferences: Shame and the Social Bond International Perspectives on Restorative Justice. Crim. Justice Press.
- Scheff, T.J. (1996) Crime, Shame, and Community: Mediation against Violence. Wellness Foundation / U. of California, Distinguished Lecture Series, Vol. VI.
- Scheff, T.J. (1994) Bloody Revenge: Emotion, Nationalism and War. Westview Press (Reissued by iUniverse 2000).
- Retzinger, S.M., Scheff, T.J. (1991) Emotion and Violence: Shame and Rage in Destructive Conflicts. Lexington Books. (Reissued in 2001 by iUniverse).
- Scheff, T.J. (1990) Microsociology: Emotion, Discourse, and Social Structure. Univ. of Chicago Press.
- Scheff, T.J. (1979) Catharsis in Healing, Ritual and Drama. University of California Press (Reissued by iUniverse 2001).
- Scheff, T.J. (1975) Labeling Madness. Spectrum Books.
- Scheff, T.J. (1967) Mental Illness and Social Processes. Harper and Row (edited collection of articles).
- Scheff, T.J. (1966) Being Mentally III: A Sociological Theory. Aldine Press. New Editions, 1984, and 1989.

### Избранные статьи в журналах
- Scheff, T.J. (2007) Hidden Emotions: Responses to a War Memorial Peace and Conflict: Journal of Peace Psychology 13(2), 1-9.
- Scheff, T.J. (2001) Curtailment of emotions in pop songs and novels. Journal of Mundane Behavior 4.
- Scheff, T.J. (2001) Social Components in Depression. Psychiatry. 64, № 3, 212-224.
- Scheff, T.J. (1997) A Vision of Sociology: 1996 PSA Presidential Address. Sociological Perspectives 40: 529-538.
- Scheff, T.J. (1996) Academic Gangs. Crime, Law, and Social Change, 23, 157-162.
- Scheff, T.J. (1988) Shame and Conformity: The Deference/Emotion System. American Sociological Review, June. 53, 395-406.
- Scheff, T.J. (1974) The Labeling Theory of Mental Illness. American Sociological Review, 39, pp. 444-452.
- Scheff, T.J. (1967) Toward a Sociological Model of Consensus. American Sociological Review, February, pp. 32-46.